# 이지민의 올 댓 재즈
《이지민의 ALL THAT JAZZ》는 대한민국의 방송국 기독교방송의 라디오 채널 CBS 음악FM에서 매일 새벽 2시부터 새벽 4시까지 방송된 라디오 프로그램이다. 수도권 초단파 93.9MHz이지만, 이외 지방의 경우 CBS 인터넷 라디오인 레인보우와 휴대전화의 레인보우 앱으로 청취할 수 있었다.

## 역사
1995년 12월 15일에 이정식의 "0시의 재즈"로 방송을 시작해 그 후 "올 댓 재즈"로 바꾸어 2009년 3월 1일까지 진행했고, 이후 2009년 3월 2일에 백원경 아나운서로 진행자가 바뀌었다. 2014년 5월 19일 봄 개편부터 방송시간을 새벽 2시에서 밤 12시로 2시간 앞당겨 방송했으나, 2015년 CBS 라디오 가을 개편으로 방송시간이 새벽 2시로 2014년 봄 개편 이전과 같은 시간으로 환원되었고, 진행자도 백원경 아나운서에서 유지수 아나운서로 교체되었다. 그러다가 2016년 4월 24일 봄 개편 때 잠정적으로 폐지되었으나, 2017년 10월 30일 가을 개편에 의해 다시 부활하였다. 부활 이후에는 새벽 3시에 방송되었으며 이봉규 아나운서가 진행했고, 2020년 1월 6일부터 5월 10일까지는 서연미 아나운서가 진행하였다. 2020년 5월 11일부터 2022년 3월 2일까지 이지민 아나운서가 진행했으며 2022년 3월 2일 봄개편으로 인해 다시 27년만에 폐지되었다.

## 지역 프로그램
| 프로그램               | 방송지역                             | 방송국          | 진행자                                            |
| ---------------------- | ------------------------------------ | --------------- | ------------------------------------------------- |
| 깊은밤                 | 부산광역시 대구광역시, 경상북도 일부 | 부산CBS 대구CBS | 김정훈 (월요일 ~ 금요일) 정희경 (토요일 ~ 일요일) |
| 박권능의 꿈꾸는 가스펠 | 광주광역시, 전라남도 일부            | 광주CBS         | 박권능 전도사                                     |

## 주요 코너

### 매일 코너
- 오늘의 스탠다드
- 1일 1n[2]

## 같이 보기
- CBS 음악FM
- 기독교방송